# 76 v. Chr.
Portal Geschichte | Portal Biografien | Aktuelle Ereignisse | Jahreskalender | Tagesartikel

◄ |
2. Jahrhundert v. Chr. |
1. Jahrhundert v. Chr. |
1. Jahrhundert |
►

◄ | 90er v. Chr. | 80er v. Chr. | 70er v. Chr. | 60er v. Chr. |
50er v. Chr. |
►

◄◄ | ◄ | 79 v. Chr. | 78 v. Chr. | 77 v. Chr. | 76 v. Chr. |
75 v. Chr. |
74 v. Chr. |
73 v. Chr. |
► |
►►
Staatsoberhäupter

## Ereignisse

### Politik und Weltgeschehen

#### Römisches Reich
- Gnaeus Pompeius Magnus und Quintus Caecilius Metellus Pius kämpfen als Prokonsuln der beiden römischen Provinzen Hispania citerior und Hispania ulterior gegen den aufständischen ehemaligen Militärtribun von Hispanien, Quintus Sertorius, und dessen Verbündeten Marcus Perperna.

#### Hasmonäerreich

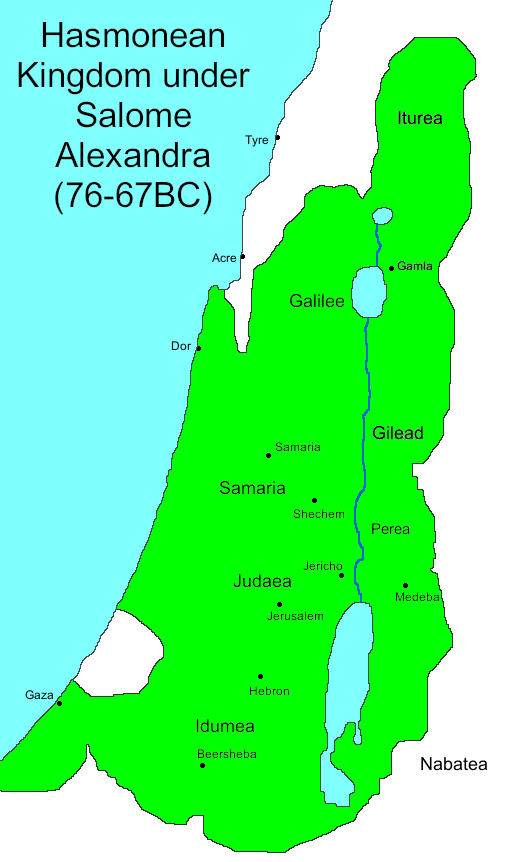
Das Hasmonäerreich unter Salome Alexandra

- Nach dem Tod von Alexander Jannäus wird seine Ehefrau Salome Alexandra seine Nachfolgerin als Königin der Hasmonäer.

### Wissenschaft und Technik
- Die am 18. Dezemberjul. in Griechenland gegen 23:55 Uhr beginnende Mondfinsternis fällt im ägyptischen Kalender auf den 9. Achet IV. Das altägyptische Neujahrsfest am 1. Achet I beginnt mit Sonnenaufgang des 11. Septemberjul..[1]

## Geboren
- Gaius Asinius Pollio, römischer Politiker († 5 n. Chr.)
- um 76 v. Chr.: Iulia, römische Patrizierin, Tochter Caesars († 54 v. Chr.)

## Gestorben
- Alexander Jannäus, hasmonäischer König